# Gostinca
Gostinca je naselje v Občini Podčetrtek.